# Lexus HS 250h
O HS 250h é um sedan da Lexus oferecido exclusivamente com motorização híbrida, que inclui um motor auxiliar elétrico.